# Saint-Maclou (Eure)
Saint-Maclou és un municipi francès situat al departament de l'Eure i a la regió de Normandia. L'any 2007 tenia 542 habitants.

## Demografia

### Població
El 2007 la població de fet de Saint-Maclou era de 542 persones. Hi havia 209 famílies de les quals 43 eren unipersonals (4 homes vivint sols i 39 dones vivint soles), 79 parelles sense fills, 71 parelles amb fills i 16 famílies monoparentals amb fills.
La població ha evolucionat segons el següent gràfic:
Habitants censats

### Habitatges
El 2007 hi havia 265 habitatges, 214 eren l'habitatge principal de la família, 30 eren segones residències i 21 estaven desocupats. 249 eren cases i 15 eren apartaments. Dels 214 habitatges principals, 151 estaven ocupats pels seus propietaris, 61 estaven llogats i ocupats pels llogaters i 2 estaven cedits a títol gratuït; 2 tenien una cambra, 10 en tenien dues, 36 en tenien tres, 72 en tenien quatre i 94 en tenien cinc o més. 208 habitatges disposaven pel capbaix d'una plaça de pàrquing. A 82 habitatges hi havia un automòbil i a 123 n'hi havia dos o més.

### Piràmide de població
La piràmide de població per edats i sexe el 2009 era:
| Homes | Edats   | Dones |
| ----- | ------- | ----- |
| 0     | 95 o +  | 0     |
| 0     | 90 a 94 | 4     |
| 0     | 85 a 89 | 0     |
| 12    | 80 a 84 | 0     |
| 8     | 75 a 79 | 20    |
| 12    | 70 a 74 | 12    |
| 4     | 65 a 69 | 0     |
| 8     | 60 a 64 | 4     |
| 4     | 55 a 59 | 8     |
| 36    | 50 a 54 | 24    |
| 32    | 45 a 49 | 24    |
| 12    | 40 a 44 | 28    |
| 12    | 35 a 39 | 20    |
| 16    | 30 a 34 | 0     |
| 4     | 25 a 29 | 16    |
| 16    | 20 a 24 | 8     |
| 24    | 15 a 19 | 32    |
| 12    | 10 a 14 | 20    |
| 12    | 5 a 9   | 4     |
| 8     | 0 a 4   | 4     |

## Economia
El 2007 la població en edat de treballar era de 363 persones, 258 eren actives i 105 eren inactives. De les 258 persones actives 245 estaven ocupades (135 homes i 110 dones) i 14 estaven aturades (4 homes i 10 dones). De les 105 persones inactives 52 estaven jubilades, 21 estaven estudiant i 32 estaven classificades com a «altres inactius».

### Ingressos
El 2009 a Saint-Maclou hi havia 224 unitats fiscals que integraven 579,5 persones, la mediana anual d'ingressos fiscals per persona era de 18.368 €.

### Activitats econòmiques
Dels 30 establiments que hi havia el 2007, 1 era d'una empresa extractiva, 1 d'una empresa alimentària, 3 d'empreses de fabricació d'altres productes industrials, 3 d'empreses de construcció, 1 d'una empresa de comerç i reparació d'automòbils, 8 d'empreses de transport, 3 d'empreses d'hostatgeria i restauració, 1 d'una empresa d'informació i comunicació, 1 d'una empresa financera, 2 d'empreses immobiliàries, 1 d'una empresa de serveis, 3 d'entitats de l'administració pública i 2 d'empreses classificades com a «altres activitats de serveis».
Dels 6 establiments de servei als particulars que hi havia el 2009, 2 eren fusteries, 2 perruqueries, 1 restaurant i 1 agència immobiliària.
L'únic establiment comercial que hi havia el 2009 era una fleca.
L'any 2000 a Saint-Maclou hi havia 19 explotacions agrícoles que ocupaven un total de 208 hectàrees.

## Equipaments sanitaris i escolars
El 2009 hi havia una escola elemental integrada dins d'un grup escolar amb les comunes properes formant una escola dispersa.

## Poblacions més properes
El següent diagrama mostra les poblacions més properes.